# Viktor Thörnberg
Robert Wiktor Törnberg (i riksdagen kallad Thörnberg i Ronneby), född 29 augusti 1879 i Karlskrona, död 15 februari 1942 i Ronneby, var en svensk trycksvarvare och socialdemokratisk riksdagspolitiker. 
Törnberg, som var son till möbelsnickaren Johan Törnberg och Anna Maria Karlsdotter, var ledamot av riksdagens första kammare från 1941–1942, invald i Blekinge läns och Kristianstads läns valkrets. Han var sedan tidigare stadsfullmäktigeledamot i Ronneby från 1911 och landstingsledamot i Blekinge läns landsting från 1919.